# Liste von Barockinterpreten
Dieser Artikel versteht sich als Ergänzung der Artikel Historische Aufführungspraxis, Renaissancemusik, Alte Musik, Barockmusik sowie Vorklassik und Wiener Klassik. Er listet eine Auswahl von namhaften Musikern und Interpreten, die den Schwerpunkt ihrer Arbeit in diesem Bereich legen.

## Musiker
A
- Benjamin Alard, Cembalo, Orgel
- Rinaldo Alessandrini, Dirigent
- Giovanni Antonini, Flöten, Dirigent

B
- Mechthild Bach, Sängerin
- Hajo Bäß, Viola
- Alison Balsom, Barocktrompete
- Chiara Banchini, Violine, Dirigentin
- Jürgen Banholzer, Countertenor, Organist
- Cecilia Bartoli, Sängerin
- Hermann Baumann, historische Hörner
- Marco Beasley, Sänger, Dirigent
- Hans Christoph Becker-Foss, Orgel, Cembalo, Dirigent
- Pieter-Jan Belder, Cembalo, Fortepiano, Dirigent
- Éric Bellocq, Laute, Gitarre
- Léon Berben, Cembalo, Orgel
- Amandine Beyer, Violine, Dirigentin
- Lisa Beznosiuk, Traverso
- Pavlo Beznosiuk, Violine
- Kristian Bezuidenhout, Fortepiano, Cembalo
- Fabio Biondi, Violine, Dirigent
- Frans Brüggen †, Flöten, Dirigent
- Wilhelm Bruns, Naturhorn
- Bine Katrine Bryndorf, Orgel
- Jürgen Budday, Dirigent

C
- Gabriele Cassone, Trompete
- Andrés Cea Galán, Orgel, Cembalo, Clavichord
- William Christie, Dirigent
- René Clemencic †, Flöten, Cembalo, Dirigent
- Micaela Comberti †, Violine, Dirigent
- Francesco Corti, Cembalist, Dirigent
- Marcus Creed, Dirigent

D
- Ottavio Dantone, Cembalist, Organist, Dirigent
- Sébastien Daucé, Orgel, Dirigent
- Lynne Dawson, Sängerin
- Jan De Winne, Traverso
- Florian Deuter, Violine, Dirigent
- Bruce Dickey, Zink
- Pieter van Dijk, Orgel
- Huguette Dreyfus, Cembalo
- Lorenz Duftschmid, Gambe, Dirigent
- Christophe Dumaux, Countertenor
- Vincent Dumestre, Laute und Dirigent

E
- Max van Egmond, Gesang
- Niklas Eklund, Barocktrompete
- Tamar Eskenian, Traverso

F
- Miriam Feuersinger, Sängerin
- Flóra Fábri, Cembalo, Fortepiano
- Montserrat Figueras †, Gesang
- Reinhold Friedrich, Barocktrompete
- Anna Fusek, Blockflöte, Violine

G
- Michi Gaigg, Violine, Dirigentin
- Leonardo García-Alarcón, Cembalo, Dirigent
- Gabriel Garrido, Blockflöte, Dirigent
- Enrico Gatti, Violine, Dirigent
- Sophie Gent, Violine
- Lorenzo Ghielmi, Orgel, Cembalo
- Kenneth Gilbert, Cembalo
- Mira Glodeanu, Violine
- Reinhard Goebel, Violine, Dirigent

H
- Emmanuelle Haïm, Cembalo, Dirigentin
- Aapo Häkkinen, Cembalo, Dirigent
- Jörg Halubek, Cembalo, Orgel, Dirigent
- Gerald Hambitzer, Cembalo
- Pierre Hantaï, Cembalo
- Eta Harich-Schneider, Cembalo, Clavichord
- Alice Harnoncourt †, Violine
- Nikolaus Harnoncourt †, Cello, Gambe, Dirigent
- Ute Hartwich, Naturtrompete, Trompete
- Wilbert Hazelzet, Traverso
- Philippe Herreweghe, Dirigent
- Robert Hill, Cembalo
- Christopher Hogwood †, Cembalo, Dirigent
- Ulrike Hofbauer, Sängerin
- Bettina Hoffmann, Barockcello, Gambe
- John Holloway, Violine, Dirigent
- Monica Huggett, Violine, Dirigent

I
- Friedemann Immer, Barocktrompete
- Jos van Immerseel, Cembalo, Pianoforte, Dirigent

J
- René Jacobs, Sänger, Dirigent
- Philippe Jaroussky, Sänger
- Jeremy Joseph, Orgel
- Matthias Jung, Dirigent
- Konrad Junghänel, Laute, Dirigent
- Rolf Junghanns †, Tasteninstrumente

K
- Mechthild Karkow, Violine
- Jan Katzschke, Orgel, Cembalo, Dirigent
- Joseph Kelemen, Orgel
- Simone Kermes, Sängerin
- Maria Keohane, Sängerin
- Emma Kirkby, Sängerin
- Bernhard Klapprott, Cembalo, Clavichord, Orgel
- Robert Kohnen †, Cembalo
- Peter Kooij, Sänger
- Ton Koopman, Orgel, Cembalo, Dirigent
- Manfredo Kraemer, Violine
- Barthold Kuijken, Traverso
- Sigiswald Kuijken, Violine, Gambe, Dirigent
- Wieland Kuijken, Gambe, Cello
- Hiro Kurosaki, Violine

L
- Jeanne Lamon, Violine, Dirigentin
- Jon Laukvik, Orgel
- Jaap ter Linden, Cello, Gambe, Dirigent
- Gustav Leonhardt †, Cembalo, Orgel, Dirigent
- Gérard Lesne, Countertenor
- Gunar Letzbor, Violine, Dirigent
- Hans-Martin Linde, Flöten, Dirigent
- Rolf Lislevand, Laute, historische Zupfinstrumente
- Rüdiger Lotter, Violine, Dirigent
- Rudolf Lutz, Dirigent, Cembalo, Orgel

M
- Jean-François Madeuf, Trompete
- Franzjosef Maier †, Violine, Dirigent
- Michael Maisch, Barocktrompete
- Andrew Manze, Violine, Dirigent
- Andrea Marcon, Orgel, Cembalo, Dirigent
- Balázs Máté, Cello
- Paul McCreesh, Dirigent
- Eduard Melkus, Violine, Dirigent
- Zvi Meniker, Cembalo, Fortepiano
- Matteo Messori, Cembalo, Orgel, Dirigent
- Dorothee Mields, Sängerin
- Petra Müllejans, Violine, Dirigent
- Milan Munclinger, Flöten, Dirigent
- Gordon Murray, Cembalo, Clavichord, Hammerklavier

N
- Susie Napper, Gambe
- Fritz Neumeyer †, Cembalo, Ensembleleitung, Dozent
- Paul Van Nevel, Dirigent
- Nikolaus Newerkla, Cembalo

O
- Dorothee Oberlinger, Blockflöte, Dirigentin
- Jacques Ogg, Cembalo
- Enrico Onofri, Violine, Dirigent
- Burak Özdemir, Fagott, Dirigent

P
- Siegfried Pank, Cello, Viola da Gamba
- Paolo Pandolfo, Gambe, Dirigent
- Leonhard Paul, Barockposaune
- Hille Perl, Viola da Gamba
- Sandrine Piau, Sängerin
- Trevor Pinnock, Cembalo, Dirigent
- David Plantier, Violine, Dirigent
- Christina Pluhar, Laute, Gitarre, Harfe
- Rachel Podger, Violine, Dirigent
- Johannes Pramsohler, Violine

R
- Hans-Christoph Rademann, Dirigent
- Michael Radulescu, Orgel, Dirigent
- Franz Raml, Cembalo, Dirigent
- Susanne Regel, (Barock-)Oboe, Solistin, Dozentin
- Nuria Rial, Gesang
- Anthony Rooley, Lautenist, Dirigent
- Pere Ros, Gambe
- Christophe Rousset, Cembalo
- Adrian Rovatkay, Dulzian, Barockfagott
- Lajos Rovatkay, Cembalo, Orgel, Dirigent
- Hugo Ruf †, Cembalo, Dozent

S
- Carolyn Sampson, Gesang
- Lee Santana, Theorbe
- Luís Otávio Santos, Violine, Dirigent
- Jordi Savall, Gambe, Dirigent
- Leila Schayegh, Violine
- Barbara Schlick, Gesang
- Michael Schmidt-Casdorff, Traverso
- Hélène Schmitt, Violine
- Michael Schneider, Blockflöte, Dirigent
- Andreas Scholl, Countertenor
- Christine Schornsheim, Cembalo
- Jaap Schröder †, Violine, Dirigent
- Gotthold Schwarz, Sänger, Dirigent
- Erhard Schwartz, Serpent
- Ingrid Seifert, Violine
- Midori Seiler, Violine
- Chouchane Siranossian, Violine, Drigaet
- Skip Sempé, Cembalo, Dirigent
- Veronika Skuplik, Violine
- Don Smithers, Zink, Barocktrompete
- Andreas Staier, Cembalo
- Simon Standage, Violine, Dirigent
- Cosimo Stawiarski, Violine
- Maurice Steger, Blockflöte, Dirigent
- Karl Steininger, Barocktrompete
- Johannes Strobl, Orgel, Cembalo
- Stephen Stubbs, Laute
- Masaaki Suzuki, Orgel, Cembalo, Dirigent
- Evgeny Sviridov, Violine

T
- Luigi Ferdinando Tagliavini †, Cembalo, Orgel
- Edward Tarr †, Barocktrompete
- Richard Taruskin †, Gambe, Chorleitung
- Ryo Terakado, Violine
- Konstantin Timokhine, Barockhorn, Naturhorn
- Jean Tubéry, Zink, Dirigent
- Gerd Türk, Sänger

U
- Josef Ulsamer, Gambe, Dirigent
- Mary Utiger, Violine, Dirigentin

V
- Pablo Valetti, Violine, Dirigent
- Harry van der Kamp, Gesang
- Jos van Veldhoven, Dirigent
- Guy Van Waas, Klarinette, Dirigent
- Harald Vogel, Orgel
- Sietze de Vries, Orgel

W
- Herbert Walser, Barocktrompete
- Sophie Watillon †, Gambe
- Jed Wentz, Flöte, Dirigent
- August Wenzinger †, Gambe, Dirigent
- Kai Wessel, Countertenor
- Jeremy West, Zink
- Klaus Westermann, Cembalo
- Sebastian Wienand, Cembalo, Fortepiano
- Roland Wilson, Zink
- Dominik Wörner, Sänger, Bass-Bariton

Y
- Sophie Yates, Cembalo

Z
- Jean-Claude Zehnder, Orgel, Cembalo, Clavichord
- Norbert Zeilberger †, Orgel, Cembalo, Fortepiano

## Ensembles

### A
- Academy of Ancient Music, seit 1970, Leitung 1973–2006 Christopher Hogwood
- Academy of St Martin in the Fields, seit 1958, Leitung Joshua Bell
- Accademia Bizantina, seit 1983, Leitung Ottavio Dantone
- Accademia Daniel, seit 1995, Leitung Shalev Ad-El
- Accademia per Musica Roma, seit 1995, Leitung Christoph Timpe,
- Akademie für Alte Musik Berlin, seit 1982, Konzertmeister Stephan Mai, Bernhard Forck, Georg Kallweit und Midori Seiler
- Amsterdam Baroque Orchestra & Choir, gegründet 1979 (Chor 1992) und geleitet von Ton Koopman
- Anima Eterna Brugge, gegründet 1987 und seither geleitet von Jos van Immerseel
- Ars Antiqua Austria, seit 1989, Leitung Gunar Letzbor
- Ars Rediviva Prag, seit 1951, Leitung Milan Munclinger
- Aurora Ensemble, seit 1986, Leitung Enrico Gatti

### B
- Bach Collegium Japan, seit 1995, Leitung Masaaki Suzuki
- Bach-Collegium Stuttgart an der Internationalen Bachakademie Stuttgart (Helmuth Rilling), seit 1965
- Barockorchester „musica laetitia“, seit 1991, Leitung Jürgen Hartmann
- Batzdorfer Hofkapelle, seit 1993
- Berliner Barock-Compagney, seit 1986
- Berliner Barocksolisten, seit 1995, Leitung Rainer Kussmaul †
- Bernvocal, seit 2013, Leitung Fritz Krämer

### C
- Café Zimmermann, seit 1998, Leitung Pablo Valetti und Céline Frisch
- Camerata Koeln, seit 1979
- Camerata lipsiensis (Leipzig)
- Cammermusik Potsdam, seit 2003, Leitung Wolfgang Hasleder
- Cantus Cölln, seit 1987, Leitung Konrad Junghänel
- Cantus Thuringia, seit 1999, Leitung Bernhard Klapprott und Christoph Dittmar
- Capella Academica Wien, Leitung Eduard Melkus
- Capella Augustina, seit 2000, Leitung Andreas Spering
- Capella Clementina, 1976–1986, Leitung Helmut Müller-Brühl
- Cappella Coloniensis, Gründer 1954 August Wenzinger
- Capriccio Basel, seit 1999, Leitung Dominik Kiefer
- Capriccio Stravagante, seit 1986 Leitung Skip Sempé
- Cappella Augustana, seit 2000, Leitung Matteo Messori
- Cappella Sagittariana Dresden, seit 2006, Leitung Norbert Schuster
- Caterva Musica, seit 1997, Leitung Olaf Reimers, Wolfgang und Elke Fabri
- Chursächsische Capelle Leipzig, seit 1994
- Clemencic Consort, Gründung 1969, Leitung René Clemencic
- Combattimento Consort Amsterdam, seit 1982, Leitung Jan Willem de Vriend
- Collegium Aureum, Gründung 1962, Leiter Franzjosef Maier
- Collegium Musica Rara Stuttgart, Leiter Volker Lutz
- Collegium Musicum 90, seit 1990, Gründung und Leitung Simon Standage
- Concerto Italiano, seit 1984, Rinaldo Alessandrini
- Concerto Köln, seit 1985, unter wechselnder Leitung
- Concerto Sacro, seit 2007, Leitung Gregor Meyer, Leipzig
- Concerto Vocale, seit 1984, Leitung Gotthold Schwarz
- Collegium Vocale Gent, seit 1970, Leitung Philippe Herreweghe
- Concentus Musicus Wien, seit 1953, Gründung und Leitung bis 2015 Nikolaus Harnoncourt, seither Stefan Gottfried
- Cordarte Köln seit 1998, Leitung Daniel Deuter

### D
- Deutsche Bachsolisten, seit 1960, Gründung und Leitung Helmut Winschermann
- Deutsche Naturhorn Solisten mit Wilhelm Bruns
- Dresdner Barockorchester, seit 1991

### E
- English Baroque Soloists, Leitung John Eliot Gardiner
- Ensemble 415, seit 1981, Gründung und Leitung Chiara Banchini
- Ensemble Alte Musik Dresden, 1993–2006
- Ensemble Archidee, seit 2005
- Ensemble Correspondances, seit 2009, Leitung Sébastien Daucé
- Ensemble La Fenice, seit 1990, Leitung Jean Tubéry
- Ensemble Oni Wytars, seit 1982 Gründung Marco Ambrosini und Peter Rabanser
- Ensemble Sonnerie, seit 1982, Leitung Monica Huggett
- Ensemble Weser-Renaissance Bremen, seit 1983, Gründung und Leitung Manfred Cordes
- Europa Galante, seit 1990, Leitung Fabio Biondi

### F
- Freiburger Barockorchester, seit 1987, Leitung Petra Müllejans und Gottfried von der Goltz

### G
- Göttinger Barockorchester, Leitung Henning Vater

### H
- Hannoversche Hofkapelle, seit 1996, Leitung Anne Röhrig
- Harmonie Universelle, Leitung Florian Deuter
- Hassler-Consort, Leitung Franz Raml
- Hespèrion XXI, seit 1974, ursprünglich als Hespèrion XX, Leitung Jordi Savall
- Hofkapelle München, seit 2009, Leitung Rüdiger Lotter
- Huelgas-Ensemble, seit 1971, Gründer und Leitung Paul Van Nevel

### I
- I Musici (di Roma), seit 1951
- Il complesso barocco, seit 1977, Gründer und Leitung Alan Curtis
- Il Giardino Armonico, seit 1985, Leitung Giovanni Antonini
- Il Gardellino, seit 1988, Leitung Marcel Ponseele, Jan De Winne
- Il Gusto Barocco, seit 2008, Leitung Jörg Halubek
- Il Rossignolo, seit 2000, Leitung Ottaviano Tenerani
- Íliber Ensemble, seit 2013, Leitung Darío Tamayo

### J
- Johann Rosenmüller Ensemble, seit 1995, Leitung Arno Paduch

### L
- La Cetra Barockorchester Basel, seit 1999
- La Chapelle Rhénane, seit 2001, Leitung Benoît Haller
- La Festa Musicale, Barockorchester
- La Folia Barockorchester, seit 2007, Leitung Robin Peter Müller
- La Gamba Freiburg, seit 1985
- La Petite Bande, seit 1972, Leitung Sigiswald Kuijken, sowie das Kuijken Quartett
- L’Arpeggiata, seit 2000, Leitung Christina Pluhar
- La Stagione Frankfurt, seit 1988, Leitung  Michael Schneider
- Lautten Compagney Berlin, seit 1984, Leitung Wolfgang Katschner
- Le Concert Brisé, seit 1990, Leitung William Dongois
- Le Concert d’Astree, seit 2000, Leitung Emmanuelle Haim
- Le Poème Harmonique, seit 1997, Leitung Vincent Dumestre
- Leipziger Barockorchester, seit 1995, Leitung Konstanze Beyer
- Leipziger Concert
- Les Agrémens, seit 1995, Leitung seit 2001 Guy van Waas
- Les Arts Florissants, seit 1979, Leitung William Christie
- Les Enchantants, seit 1999, Leitung Klaus Westermann
- Les Muffatti, seit 2004, Leitung Peter Van Heyghen
- Les Musiciens du Louvre, seit 1984, Leitung Marc Minkowski
- Linde Consort, Leitung Hans-Martin Linde
- London Classical Players, seit 1978, Gründung Sir Roger Norrington
- London Baroque, seit 1978
- L’Orfeo Barockorchester, seit 1996, Leitung Michi Gaigg

### M
- Maulbronner Kammerchor, künstlerische Leitung Jürgen Budday
- Modo Antiquo, seit 1995, Leitung Federico Maria Sardelli
- Monteverdi-Chor Hamburg, seit 1955, Leitung seit 1994: Gothart Stier
- Musica ad Rhenum, seit 1992, Leitung Jed Wentz
- Musica Alta Ripa (Lat. für Hannover)
- Musica Antiqua Köln, 1973–2006, Gründung und Leitung Reinhard Goebel
- Musica Fiata, seit 1976, Leitung Roland Wilson
- Musica Fiorita, Basel, seit 1990, Gründung und Leitung Daniela Dolci
- Musica Sequenza, Berlin, seit 2008, Gründung und Leitung Burak Özdemir

### N
- Nederlandse Bachvereniging, seit 1921, Leitung Jos van Veldhoven
- NeoBarock, seit 2003
- Neues Bachisches Collegium Musicum, seit 1979, Leitung seit 2004 Albrecht Winter
- New Trinity Baroque, seit 1998, Leitung Predrag Gosta

### O
- Orchester des 18. Jahrhunderts, seit 1981, Leitung Frans Brüggen †, jetzt Gastdirigenten
- Orchestra of the Age of Enlightenment, seit 1986
- Ornamente99, seit 1999, Leitung Karsten Erik Ose

### P
- Parnassi musici, seit 1990

### Q
- Quadriga Consort, seit 2002, Leitung Nikolaus Newerkla

### R
- Red Priest, seit 1997, Leitung Piers Adams
- Ricercar Consort, seit 1980, Leitung Philippe Pierlot

### S
- Sächsisches Vocalensemble, seit 1996, Leitung Matthias Jung
- Sächsisches Barockorchester Leipzig, seit 1991, Leitung Gotthold Schwarz
- Schola Cantorum Basiliensis, seit 1933, Gründungsdirigent August Wenzinger
- Schwäbischer Singkreis, seit 1931, Gründungsdirigent Hans Grischkat

### T
- Tafelmusik Baroque Orchestra, seit 1981, Leitung Jeanne Lamon
- The English Concert, seit 1973, Leitung 1973–2003 Trevor Pinnock, 2003–2007 Andrew Manze, ab 2007 Harry Bicket
- The Raglan Baroque Players, seit 1978, Leitung Elizabeth Wallfisch
- The Rare Fruits Council, 1996 Leitung Manfredo Kraemer
- The Harp Consort, seit 1994, Leitung Andrew Lawrence-King
- Thüringer Bach Collegium, seit 2018, Leitung Gernot Süßmuth

### U
- Ulsamer-Collegium, seit 1955, Leitung Josef Ulsamer